# Val di Vara
Koordinaten: 44° 14′ 35″ N, 9° 50′ 11″ O

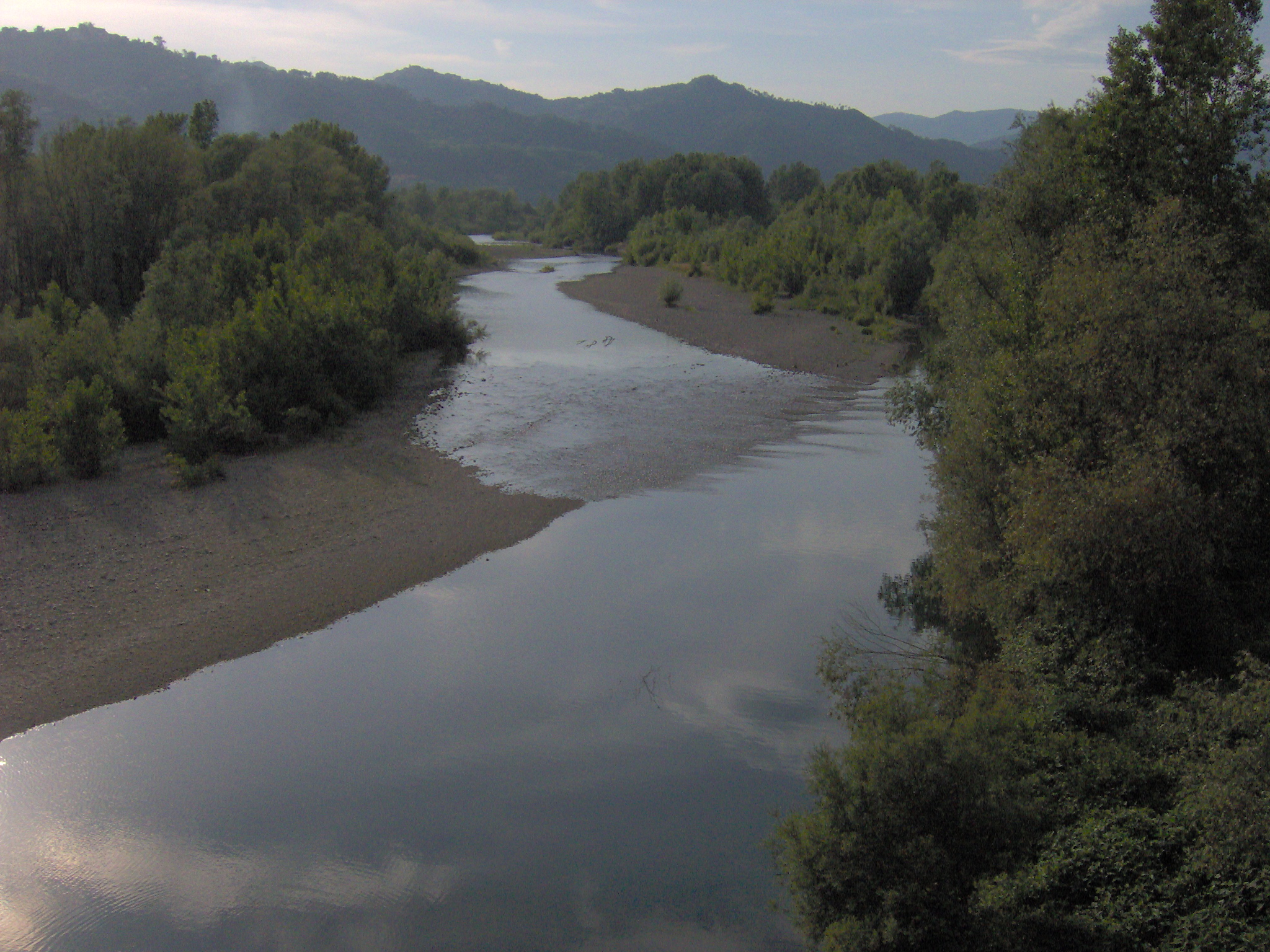
Der Fluss Vara bei der Brücke von Ceparana

Das Val di Vara (zu deutsch Varatal) ist ein Tal in der italienischen Region Ligurien. Es liegt in der Provinz La Spezia und wird von dem namengebenden Fluss Vara durchflossen. Die Öffnung des vom Ligurischen Apennin umgebenen Tals liegt bei der Mündung der Vara in den Fluss Magra im Umland der Gemeinde Vezzano Ligure.
Das Val di Vara ist mit seinen 575 Quadratkilometern und seinen 30.275 Einwohnern der flächengrößte Verwaltungsbezirk der Provinz La Spezia, bei gleichzeitiger geringsten Bevölkerungszahl. Durch die niedrige Bevölkerungsdichte verfügt das Tal über eine Vielzahl kleiner, ursprünglicher Siedlungen.
Entlang des Flussverlaufs, mit seinen antiken Burgen und Dörfern, führt eine Verbindungsstraße, die die Provinz La Spezia an die Metropolitanstadt Genua anschließt. Von Bedeutung ist ebenfalls die Via Aurelia, welche die Talsohle durchquert.
Neben dem Val di Magra, der Riviera Spezzina und dem Golf von La Spezia ist das Val di Vara der vierte Verwaltungsbezirk der Provinz. Es untersteht der Verwaltungsbehörde des Magrabeckens und des Naturparks Montemarcello-Magra.

## Verwaltungsbereiche
Politisch unterliegt das Val di Vara der Autorität der Provinz La Spezia.
Administrativ ist das Tal selbst in die Comunità Montana della Media e Bassa Val di Vara und in die Comunità Montana dell’Alta Val di Vara untergliedert. Entsprechende Gemeinden sind:

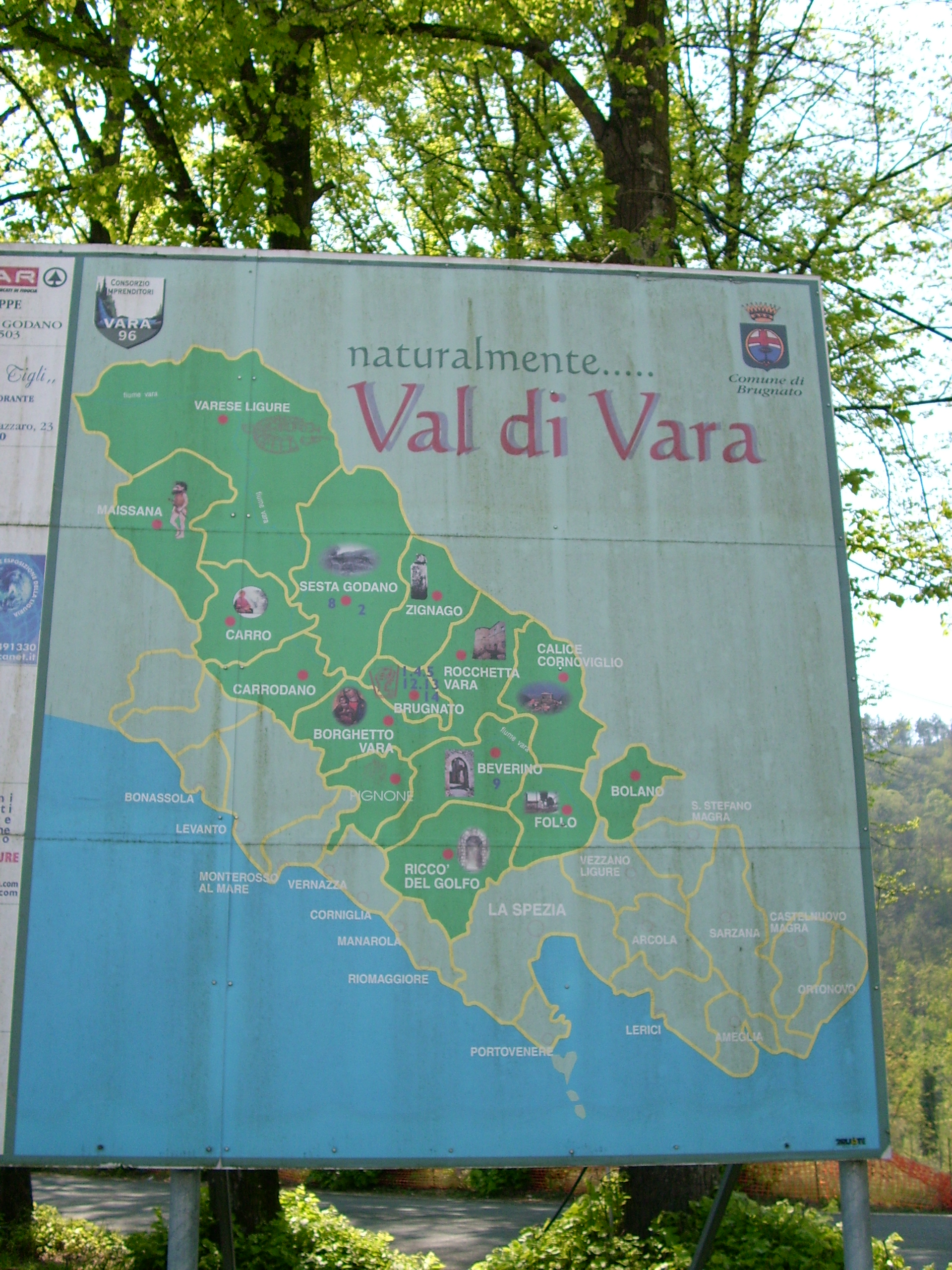
Karte des Val di Vara

### Media e Bassa Val di Vara
- Beverino
- Bolano
- Borghetto di Vara
- Brugnato
- Calice al Cornoviglio
- Follo
- Pignone
- Riccò del Golfo di Spezia

### Alta Val di Vara
- Carro
- Carrodano
- Maissana
- Rocchetta di Vara
- Sesta Godano
- Varese Ligure
- Zignago